# 中国外交部金砖国家事务特使列表
中国外交部金砖国家事务特使是中华人民共和国外交部任命的特使。

## 历任特使列表

### 中国外交部金砖国家事务特使（2016年至今）
2016年，中国外交部开始任命外交部金砖国家事务特使。
| 姓名   | 任命   | 免职   | 外交衔级 | 外交职务 | 备注 | 备注 |
| ------ | ------ | ------ | -------- | -------- | ---- | ---- |
| 王小龙 | 2016年 | 2021年 | 大使     | 特使     |      |      |
| 李克新 | 2021年 | 现任   | 大使     | 特使     |      |      |